# Alexei Alexandrowitsch Kusnezow

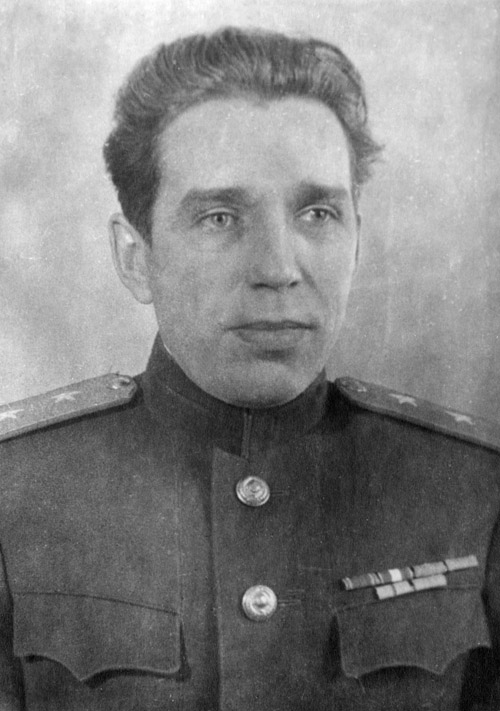
Generalleutnant Alexei Alexandrowitsch Kusnezow (1945)

Alexei Alexandrowitsch Kusnezow (russisch Алексей Александрович Кузнецов; * 7. Februarjul. / 20. Februar 1905greg. in Borowitschi, Gouvernement Nowgorod, Russisches Kaiserreich; † 1. Oktober 1950 in Leningrad) war ein sowjetischer Politiker der Kommunistischen Partei der Sowjetunion (KPdSU) und Generalleutnant der Roten Armee. Zwischen 1946 und 1949 war er Mitglied des Sekretariat des Zentralkomitees (ZK) der Kommunistischen Partei der Sowjetunion. Am 30. September 1950 wurde er vom Militärkollegium des Obersten Gerichts der UdSSR wegen der Leningrader Affäre zum Tode verurteilt und am 1. Oktober 1950 erschossen.

## Leben

### Deputierter des Obersten Sowjets, Zweiter Weltkrieg und ZK-Sekretär
Alexei Alexandrowitsch Kusnezow, der aus einer Arbeiterfamilie stammte, war nach dem Schulbesuch zwischen 1924 und 1932 Funktionär des Komsomol in Nowgorod und in der Oblast Leningrad und trat 1925 als Mitglied der Kommunistische Allunions-Partei (Bolschewiki) (WKP(B)) bei, die 1952 in Kommunistische Partei der Sowjetunion (KPdSU) umbenannt wurde. 1932 wechselte er in die Parteiverwaltung und fungierte zwischen 1937 und 1938 als Zweiter Sekretär des Regionalkomitees der KP in der Oblast Leningrad sowie danach von Februar 1938 bis Januar 1945 auf Initiative von Andrej Alexandrowitsch Schdanow als Zweiter Sekretär des Stadtkomitees der WKP(B) von Leningrad. In dieser Zeit war er auch Mitglied in einer Sondertroika, die durch den NKWD-Befehl Nr. 00447 vom 30. Juli 1937 geschaffen wurde, und beteiligte sich an Stalins Repressionen. Er wurde zugleich 1938 Deputierter des Obersten Sowjet der UdSSR, dem er während der ersten und der zweiten Periode bis 1949 angehörte. Auf dem XVIII. Parteitag der WKP (B) (10.–21. März 1939) wurde er Mitglied des ZK der KPdSU und gehörte diesem Gremium bis zum 13. August 1949 an. Zugleich war er während des Zweiten Weltkrieges zwischen 1939 und 1946 Mitglied des Militärrates der Baltischen Rotbannerflotte. Im Deutsch-Sowjetischen Krieg von 1941 bis 1945 beteiligte er sich während der Leningrader Blockade an der Verteidigung Leningrads und trug zur Niederlage der deutschen Wehrmacht bei. Zugleich wurde er nach seiner Beförderung zum Generalleutnant der Roten Armee 1943 auch Mitglied des Militärrates der Leningrader Front.
Vom 17. Januar 1945 bis zum 26. März 1946 war Kusnezow als Nachfolger von Schdanow Erster Sekretär des Leningrader Regionalkomitees und des Stadtkomitees der Allunionskommunistischen Partei (Bolschewiki), woraufhin Pjotr Sergejewitsch Popkow seine Nachfolge antrat. Kusnezow wurde am 18. März 1946 im Sekretariat des Zentralkomitees (ZK) der WKP (B) ZK-Sekretär für Staatssicherheit, blieb dies bis zum 28. Januar 1949 und war gleichzeitig Mitglied des Orgbüros. Für seine Verdienste wurde er mehrfach ausgezeichnet und erhielt unter anderem zwei Mal den Leninorden, den Rotbannerorden, den Kutusoworden Erster und Zweiter Klasse, den Orden des Vaterländischen Krieges Erster Klasse, die Medaille „Für die Verteidigung Leningrads“ sowie die Medaille „Sieg über Deutschland“.

### Leningrader Affäre, Hinrichtung und Familie

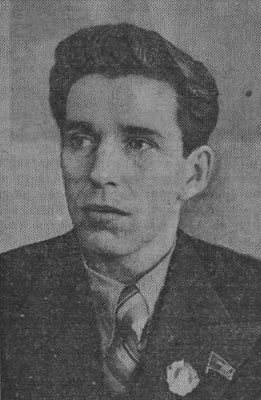
Alexei Alexandrowitsch Kusnezow (1945)

Alexei Kusnezow wurde am 13. August 1949 im Zuge der Leningrader Affäre verhaftet, eine Serie von angeblichen kriminellen Fällen, die Ende der 1940er-Jahre im Bereich der Leningrader Parteigliederung der KPdSU stattgefunden haben sollen. Opfer dieser konstruierten Affäre wurden viele Leningrader Funktionäre. Es waren vor allem Anhänger des Politbüromitglieds und Leningrader Parteisekretärs Schdanow, der bis zu seinem Tod im Sommer 1948 neben Stalin der mächtigste Mann in der Sowjetunion war. Das prominenteste Opfer war Nikolai Alexejewitsch Wosnessenski, Mitglied des Politbüros der KPdSU und Gosplan-Vorsitzender. Kurz nach dem Tod von Schdanow im Jahre 1948, dessen Gegner Lawrenti Beria und Georgi Maximilianowitsch Malenkow waren, verschwanden 1949 die Schdanow-Freunde Wosnessenski, Kusnezow und der Erste Sekretär der Leningrader Partei Popkow sowie andere Funktionäre plötzlich ohne jede Erklärung aus dem öffentlichen Leben. Am 30. September 1950 wurde er vom Militärkollegium des Obersten Gerichts der UdSSR wegen der Leningrader Affäre zum Tode verurteilt und am 1. Oktober 1950 erschossen. Er wurde auf dem Lewaschowo-Gedenkfriedhof beigesetzt.
Aus seiner Ehe mit Zinaida Dmitrijewna Woinowa (1906–1971), einer Verwandten des späteren Ministerpräsidenten Alexei Nikolajewitsch Kossygin, gingen zwei Töchter und ein Sohn hervor. Die älteste Tochter Alla Alexejewna Kusnezowa (1928–1957) war mit Sergo Mikojan verheiratet, dessen Vater Anastas Mikojan von 1964 bis 1965 Vorsitzender des Präsidiums des Obersten Sowjets war. Sein Sohn Waleri Alexejewitsch Kusnezow (* 1937) war der Ehemann von Marina Kolpaktscha, deren Vater der Held der Sowjetunion und Armeegeneral Wladimir Jakowlewitsch Kolpaktschi war. 1954 wurde er rehabilitiert und posthum wieder in die KPdSU aufgenommen. 1988 hob der Oberste Gerichtshof zudem das Todesurteil auf.